# وزارت بازرگانی (ترکیه)
وزارت بازرگانی ترکیه (به ترکی: Ticaret Bakanlığı)، از وزارتخانه‌های جمهوری ترکیه است که مسئول امور بازرگانی و گمرکی در این کشور است. در حال حاضر ریاست این وزارتخانه بر عهده عمر بولات است.
این وزارتخانه با ادغام معاونت گمرکات نخست‌وزیری با برخی از بخش‌های وزارت صنعت و بازرگانی سابق در ۸ ژوئن ۲۰۱۱ تأسیس شد. در گذشته، وظایف وزارت فعلی توسط وزارت گمرکات و انحصار (۱۹۳۱–۱۹۸۳)، وزارت دارایی و گمرک (۱۹۸۳–۱۹۹۱) و معاونت گمرک (۱۹۹۳–۲۰۱۱) انجام می‌شد. بین سال‌های ۲۰۱۱ و ۲۰۱۸، نام رسمی آن وزارت گمرک و بازرگانی (به ترکی: Gümrük ve Ticaret Bakanlığı) بود. در سال ۲۰۱۸ با وزارت اقتصاد ادغام شد و به وزارت بازرگانی تغییر نام داد.